# Kernloze planeet
Een kernloze planeet is een theoretische planeetsoort zonder metalen kern maar met slechts een brede steenachtige mantel. Ondanks het ontbreken van de kern kan een kernloze planeet met behulp van vloeibaar magnesiumoxide wel een magnetisch veld produceren.